# Чандос, Джон
Сэр Джон Чандос (англ. John Chandos; погиб 31 декабря 1369) — прославленный средневековый английский рыцарь, полководец и придворный, виконт Сен-Совер-ле-Виконт (Котантен), констебль Аквитании, сенешаль Пуатье, кавалер Ордена Подвязки (1348 год). Был близким другом Эдуарда Чёрного Принца.
Описанный средневековым историком Фруассаром как «мудрый и изобретательный» военный стратег, Чандос, как полагают, был вдохновителем трёх наиболее важных английских побед Столетней войны: битв при Креси, Пуатье и Оре. И друзьями, и врагами Чандос причислялся к «цвету рыцарства», не случайно его смерть в небольшой стычке заставила сожалеть обе стороны.

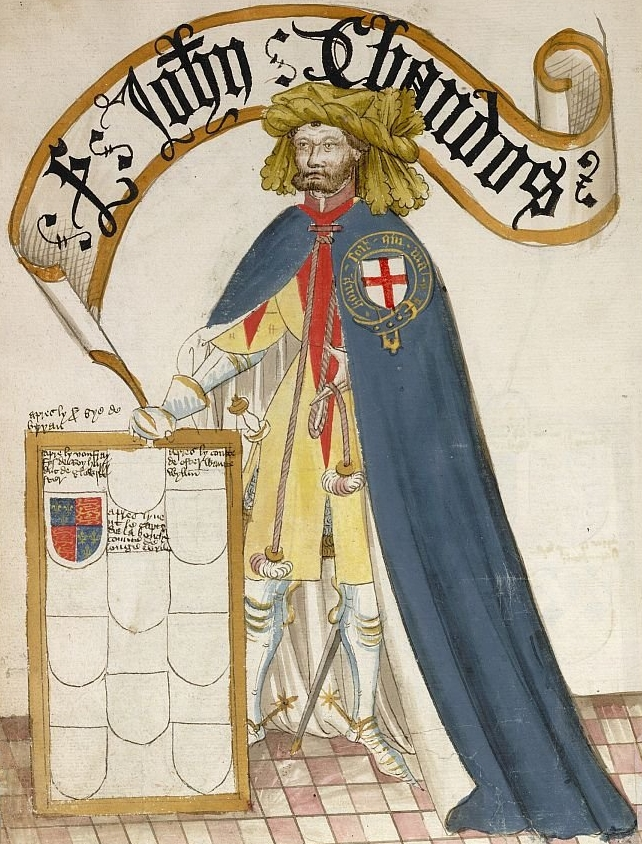
Сэр Джон Чандос. Миниатюра из рукописи Уильяма Брюгге «Книга Подвязки» (1430-1440). Британская библиотека

## Биография
Потомок дворянского рода, прослеживающегося со времен Вильгельма Завоевателя и покорения норманнами Англии. Родоначальник рода Чандосов — Роберт Чандос. Также были известны Чандос из Снодхилла (сеньор Веллингтона и Фаунхоупа (1302)), в Дагдейлской летописи упоминается сэр Роджер Чандос, Высокий шериф Херефордшира (дед Джона в союзе с семьей Дактонов). 
Дата рождения Джона Чандоса не установлена, но появился на свет он в усадьбе Редборн-холл, графство Дербишир. Получил традиционное рыцарское воспитание, с детства обучаясь военному делу.
Носил титул шерифа, хотя находился на военной службе. Родство с Де ла Баррами (три рыбы на гербе) и личные способности помогли ему выйти в свет. 
Являлся членом престижного рыцарского Ордена Подвязки, учреждённого в 1348 году королём Эдуардом III «во славу Бога, Пресвятой Девы и Святого мученика Георгия, покровителя Англии, с целью соединить некоторое число достойных лиц для совершения добрых дел и оживления военного духа».
Одним из важнейших источников о нём является рифмованная хроника «Жизнь и подвиги Чёрного Принца» (1386), составленная его анонимным личным герольдом.

## Военная карьера
Чандос был одним из командиров, приведших войска шестнадцатилетнего Эдварда Чёрного Принца к победе в битве при Креси (1346 год). В 1356 году начальник штаба и составитель плана, который позволил Эдварду победить в битве при Пуатье. 29 сентября 1364 года Чандос вместе с графом де Монфор-л’Амори выиграл сражение при Оре, тем самым завершив войну за Бретонское наследство в пользу де Монфора, ставшего герцогом Бретани под именем Жана V Завоевателя.
В награду за службу Чандос стал лейтенантом Франции, вице-камергером Англии, констеблем Аквитании и сенешалем Пуатье и получил титул виконта Сен-Совер в Котантене. Позже, однако, из-за разногласий с королём Эдуардом по вопросу налогообложения в Аквитании, он удалился в своё поместье в Нормандии.
В 1369 году, на втором этапе войны, французы начали крупное контрнаступление, отвоевав многие ранее потерянные территории. Эдварду Чёрному Принцу пришлось просить Джона Чандоса вернуться в строй. Во время ночной перестрелки в Люссак-ле-Шато (Пуату — Шаранта) Джон был ранен. Потеряв в результате несчастного случая на охоте один глаз, Чандос ходил в бой с поднятым забралом для лучшего обзора. Поскользнувшись на подмороженой траве, он запутался в одеждах и споткнулся, после чего некий оруженосец по имени Жак де Сен-Мартен ударил его копьем в лицо. Дядя Чандоса, Эдвард Твайфорд, стоя над раненым племянником, отбил нападавших. Один из его оруженосцев пронзил мечом обе ноги Жака де Сен-Мартена; де Сен-Мартен умер три дня спустя в Пуатье. Джон Чандос был доставлен на большом щите в Мортемер, ближайший английский замок, где и умер спустя один день и ночь 31 декабря.
Его уход оплакивали обе стороны. В своей книге «Краткая история Столетней войны» Десмонд Сьюард утверждает, что французский король Карл V заявил, что «если бы Чандос был жив, он нашёл бы способ достигнуть прочного мира». Фруассар также пишет о том как известные рыцари Франции выражали своё сожаление в связи со смертью Чандоса. Хронист сообщает, что «он был рыцарем с приятным характером, учтивым, мягким, добродушным, щедрым, отважным, сведущим и верным во всех делах, и при любых обстоятельствах держался с доблестью. Не было никого более любимого и уважаемого рыцарями и дамами его времени».
Чандос никогда не был женат. Его наследницами стали две его сестры, Елизавета и Элеанора (замужем за Роджером Коллинсом), а также Изабелла, дочь его третьей сестры, Маргариты, которая в то время была замужем за Джоном Оннесли.

## В культуре
Красочно описан Артуром Конан Дойлем в романах «Белый отряд» (1891) и «Сэр Найджел Лоринг» (1906). Также Джон Чандос фигурирует во многих исторических романах и некоторых компьютерных играх.